# Gegentaktstörung
Unter Gegentaktstörungen werden in der Elektrotechnik Störspannungen und -ströme auf den Verbindungsleitungen zwischen elektrischen Baugruppen oder elektrischen Bauelementen verstanden, welche sich darauf gegensinnig ausbreiten.
Im Gegensatz zu den Gleichtaktstörungen überlagern Gegentaktstörungen die eigentlichen Nutzsignale, da sie sich gleichsinnig mit den Nutzsignalen auf den Verbindungsleitungen ausbreiten.
Die Analyse und Vermeidung von diesen Störungen erfolgt im Rahmen der elektromagnetischen Verträglichkeit.
Die Einkopplung von Gegentaktstörungen in Stromkreise kann durch induktive Kopplung (zeitlich veränderliche magnetische Flüsse oder benachbarte wechselstromführende Leitungen) verursacht sein. Weitere Ursachen können in der galvanischen Kopplung mehrerer unterschiedlicher Stromkreise liegen, welche sich durch gemeinsame Leiterabschnitte, wie eine gemeinsam genutzte Masseverbindung, beeinflussen. In speziellen Fällen können sich Gleichtaktstörungen in Gegentaktstörungen umwandeln.
Da sich Gegentaktstörungen gleichsinnig mit den Nutzsignalen ausbreiten, bestehen nicht die gleichen Möglichkeiten wie bei der Unterdrückung von Gleichtaktstörungen. Primäre Abhilfe besteht darin, die Ursachen, wie unerwünschte magnetische oder galvanische Kopplungen, zu vermeiden bzw. zu minimieren. Zur Reduktion induktiv eingekoppelter Gegentaktstörungen in z. B. Zweidrahtleitungen ist das Verdrillen der Leitung sehr wirksam.
Darüber hinaus kann in jenen Fällen, in denen die Störungen andere Frequenzbereiche als die Nutzsignale belegen, durch den Einsatz entsprechender Filter eine Verbesserung erzielt werden. Spezielle Beispiele sind Netzfilter, welche meist sowohl Filterelemente gegen höherfrequente Gegentaktstörungen als auch gegen Gleichtaktstörungen umfassen.
Siehe auch: Gegentaktsignal